# Lonesome Whistle
Lonesome Whistle, in späteren Versionen (I Heard That) Lonesome Whistle, ist ein Country-Song der amerikanischen Sänger und Songwriter Hank Williams und Jimmie Davis aus dem Jahr 1951. Das Stück wurde zuerst von Hank Williams with his Drifting Cowboys veröffentlicht und in der Folge von zahlreichen weiteren Sängern aufgegriffen und gecovert. Neben der Originalversion wurde vor allem die Version von Johnny Cash aus dem Jahr 1957 bekannt.

## Hintergrund und Veröffentlichung
Lonesome Whistle entstand 1951 aus einer Zusammenarbeit von Hank Williams und Jimmie Davis, der bei Decca Records arbeitete und unter anderem mit Nobody's Darlin' But Mine, You Are My Sunshine und Worried Mind erfolgreich war. Das Lied wurde am 25. Juli 1951 im Castle Studio in Nashville aufgenommen und von Fred Rose produziert. Begleitet wurde Hand Williams von Don Helms (Steel Guitar), Jerry Rivers (Fiddle), Sammy Pruett (Lead Guitar), Howard Watts (Bass) und wahrscheinlich auch Jack Shook (Rhythm Guitar). MGM Records veröffentlichte die Single 1951 zusammen mit Crazy Heart, einem von Fred Rose und Maurice Murray für Hank Williams geschriebenen Titel, sowohl als Schellack- wie auch als Vinylsingle.
Der Song erreichte Platz 9 der Billboard Country Singles Charts. Die B-Seite, Fred Roses Crazy Heart, stieg sogar auf Platz 4.

## Text und Musik
Der Song beschäftigt sich sowohl mit der Eisenbahn wie auch dem Gefängnis und damit mit zwei der wichtigsten Themen der Country-Musik. Es handelt sich um ein ruhiges, sentimental gehaltenes Lied über einen Gefängnisinsassen, der mit dem Zug von Carolina nach Georgia gebracht wurde und dort nun lebenslänglich inhaftiert ist. Musikalisch wird Hank Williams von einer Country-Band in typischer Zusammensetzung aus Akustikgitarren, Steel Guitar, Bass und Fiddle begleitet. Der Gesang zeichnet sich dadurch aus, dass Hank bei dem Wort „lonesome“ durch eine langgezogene Betonung den Klang einer Zugpfeife nachahmt.
Das Lied ist aus vier Strophen aufgebaut. Die Titelzeile „I heard that lonesome whistle blow“ wird am Ende der einzelnen Strophen und teilweise auch als dritte Zeile gesungen, das Reimschema folgt AABCCB. In der ersten Strophe wird der Protagonist mit dem Zug der Linie Neun („I was ridin’ number nine“) nach Georgia gebracht und verlässt damit seine Frau und seine Heimat („Left my gal and left my home“). In der zweiten bis vierten Strophe stellt er dar, dass er ins Gefängnis gebracht wurde („They took me off the Georgia Main, locked me to a ball and chain“) und dort für seine Taten büßen muss. Dabei hört er aus seiner Zelle regelmäßig die einsame Pfeife des vorbeifahrenden Zuges:

“All I do is sit and cry

When the ev'nin' train goes by

I heard that lonesome whistle blow”

„Alles, was ich tue, ist sitzen und weinen

Wenn der Abendzug vorbeifuhr

Hörte ich die einsame Pfeife pfeifen“

## Coverversionen
(I Heard That) Lonesome Whistle wurde bereits im Jahr seines Erscheinens von weiteren Musikern im Bereich der Country-Musik und des Blues aufgegriffen. So erschienen 1951 neben der Originalversion von Hank Williams Versionen von Texas Jim Robertson mit The Panhandle Punchers sowie von Blue Barron mit seinem Orchester und The Blue Notes. 1957 coverte Johnny Cash das Lied auf seinem Debüt-Album With his Hot and Blue Guitar, auf dem auch die erste Version des thematisch nahe verwandten Folsom Prison Blues erschien und in dem die „Lonesome Whistle“ zitiert wird. In der Folge gab es zahlreiche weitere Versionen des Songs bekannter und unbekannterer Country-Sänger. 1965 veröffentlichte MGM das Album Father & Son mit Versionen von Hank-Williams-Titeln, die nahm es 1965 als Overdub-Duette von Hank Williams, Jr. mit den Aufnahmen seines 1953 verstorbenen Vaters auf. 2011 nannte der Mundharmonika-Spieler Charlie McCoy ein von ihm gespieltes Tribute-Album Lonesome Whistle: A Tribute To Hank Williams, er hatte die darauf enthaltene Version von (I Heard That) Lonesome Whistle allerdings bereits 1975 als Instrumental auf seinem Album Harpin’ The Blues eingespielt und bereits dort einen Text als Ehrung für Hank Williams eingesprochen.
Die Plattform cover.info listete im Juli 2022 etwa 60 Versionen des Liedes. Zu den Künstlern, die das Lied auf Englisch oder als Instrumentalstück aufgenommen haben, gehören unter anderen:
- 1951: Texas Jim Robertson and The Panhandle Punchers, Blue Barron & his Orchestra with The Blue Notes
- 1957: Johnny Cash
- 1958: George Hamilton IV
- 1960: Ronnie Hawkins
- 1962: Clinton Ford, George Jones, Jimmie Davis
- 1963: Bobby Darin, Frank Ifield, Hank Snow
- 1964: Floyd Cramer (Instrumental), Jimmie Davis
- 1965: Del Shannon, Hank Williams, Jr., Carl Smith
- 1966: Porter Wagoner
- 1967: Rick Nelson
- 1969: Jim & Jesse, Stonewall Jackson, Gene Vincent
- 1970: Don Gibson, Floyd Westerman
- 1975: Charlie McCoy
- 1979: Boxcar Willie
- 1981: G. T. Amell, Little Feat
- 1982: Charlie Feathers
- 1983: The Dreadful Snakes
- 1985: Byron Berline & Sundance, Ray & Lee Kernaghan
- 1990: Clive Gregson & Christine Collister
- 1993: Stephen Fearing
- 1995: Ronnie McCoury
- 1997: Townes Van Zandt
- 1998: Steve Baker & Chris Jones
- 2000: Larry Butler & Willie Nelson, Terry White
- 2002: David Childers
- 2006: Tab Benoit with Louisiana’s LeRoux
- 2010: Lacy J. Dalton
- 2011: Spencer Bohren
- 2012: Danny Kalb
- 2014: Stephen Riley, Thomas Schoeffler Jr., Johnny Horsepower
- 2016: Billy Bragg & Joe Henry,
- 2018: Bianca DeLeon
- 2020: Darrell Scott

## Belege
1. ↑  
Hank Williams with his Drifting Cowboys – Lonesome Whistle bei Discogs als Schellacksingle; abgerufen am 16. Juli 2022.
2. ↑  
Hank Williams with his Drifting Cowboys – Lonesome Whistle bei Discogs als Vinylsingle; abgerufen am 16. Juli 2022.
3. 1 2  
(I Heard That) Lonesome Whistle, Hank Williams auf genius.com; abgerufen am 16. Juli 2022.
4. ↑  Johnny Cash – With his Hot and Blue Guitar bei Discogs; abgerufen am 15. Juli 2022.
5. ↑  Hank Williams, Sr.& Hank Williams, Jr. – Father & Son bei Discogs; abgerufen am 15. Juli 2022.
6. ↑  
Chuck Dauphin: Charlie McCoy Honors Hank Williams on ‘Lonesome Whistle’ auf billboard.com, 26. Juli 2012; abgerufen am 15. Juli 2022.
7. ↑  Charlie McCoy – Lonesome Whistle: A Tribute to Hank Williams bei Discogs; abgerufen am 15. Juli 2022.
8. ↑  Charlie McCoy – Harpin' The Blues bei Discogs; abgerufen am 15. Juli 2022.
9. 1 2  
Hank Williams with his Drifting Cowboys – Lonesome Whistle (1951) auf cover.info; abgerufen am 15. Juli 2022.
10. ↑  
(I Heard That) Lonesome Whistle auf secondhandsongs.com; abgerufen am 15. Juli 2022.